# Franz Gutmayer
Franz Gutmayer (* 18. Dezember 1857; † 13. Mai 1937 in Wien) war ein österreichischer Schachschriftsteller.

## Werdegang
Franz Gutmayer erhielt als Schachspieler nie einen Meistertitel, obwohl er ein Buch mit dem Titel Der Weg zur Meisterschaft verfasste. Seine Schachbücher waren in der ersten Hälfte des 20. Jahrhunderts weit verbreitet, weil sie Gelegenheitsspielern suggerierten, dass man es auch mit geringem Lernaufwand dazu bringen könne, Glanzpartien zu spielen. In seinen Büchern stellte er besonders die Bedeutung der Schachtaktik heraus und verglich diese oft mit militärischer Taktik. Für die taktischen Motive erfand er heutzutage merkwürdig anmutende Namen, die sich jedoch in der weiteren Entwicklung der Schachtheorie nicht durchsetzten. Sein Idol als Schachspieler war der Amerikaner Paul Morphy. Dagegen kritisierte er das seiner Meinung nach „feige“ Spiel der professionellen Schachspieler seiner Zeit. Sein besonderer Hass galt hierbei jüdischen Schachspielern, die er mit antisemitischen Tiraden als „schmutzige Schachjuden“ und „Läuseplage“ beschrieb, die den von ihm bekämpften „schlechten Stil von heute“ verschuldet hätten, als „honorargierige, gewissenlose Rasse von Schachschächern“, „eine Rasse von Mietlingen, denen jeder Ehrgeiz des Künstlers“ fehle, und denen er seine Vision einer „kühn-kräftigen Rasse von Übermachtsspielern“ gegenüberstellte.
In seinem Werk Die neuen Ideen im Schach (1922) kritisierte Richard Réti die Thesen Gutmayers in scharfer Form. Auch Siegbert Tarrasch, den Gutmayer oft als typisches Beispiel für „jüdisches Schach“ anführte, antwortete mit Kritik, die Gutmayer als Anmaßung und Gehässigkeit zurückwies.

## Werke (Auswahl)
- Der Weg zur Meisterschaft. (1898, 4. Aufl. 1923)
- Die Geburt des Überbauern (Selbstverlag, 1. Aufl. 1916)
- Die Geheimnisse der Kombinationskunst. Verlag von Hans Hedewig's Nachf. Curt Ronniger, Leipzig, 1914 (3. Aufl. 1922)
- Rätsel und Reichtümer der Eröffnung. (1915)
- Der kleine Feldherr, Optik im Schach. (1917)
- Mein System, Die Dialektik der Schachkunst. (1920)
- Der fertige Schachpraktiker. (1921)